# Melogale
Melogale és un gènere de mustèlids que conté cinc espècies diferents de toixons que viuen a Àsia. Inclou les espècies toixó d'Everett (Melogale everetti), toixó de la Xina (Melogale moschata), toixó oriental (Melogale orientalis), toixó del Vietnam (Melogale cucphuongensis) i toixó de Myanmar (Melogale personata).